# Beeldentuin (Brussel)

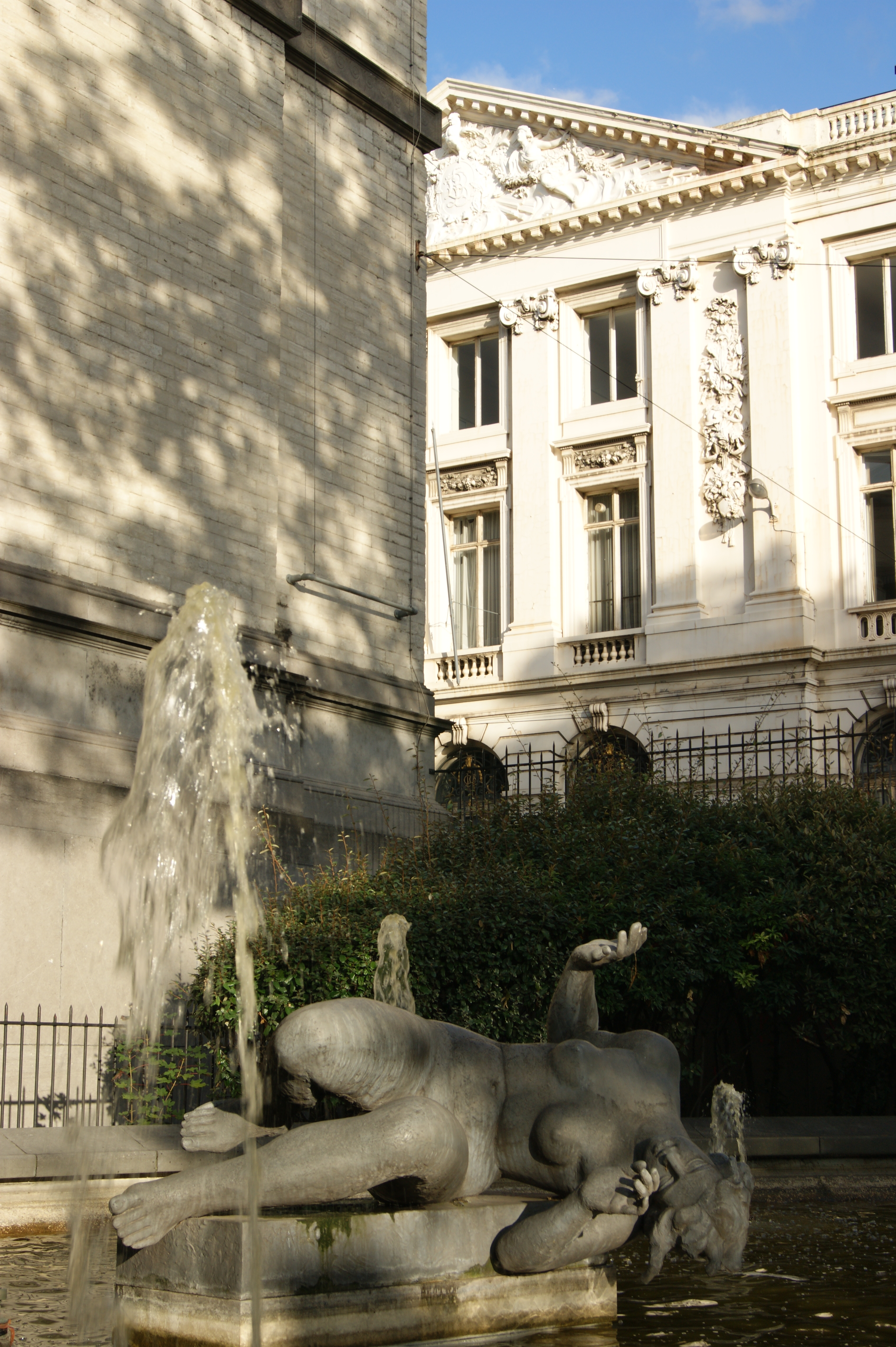
De rivier van Aristide Maillol

In Brussel ligt een kleine beeldentuin naast de Koninklijke Musea voor Schone Kunsten van België. Hij is ingericht op een langwerpig hellend terrein dat afdaalt van de Regentschapsstraat naar de Ruisbroekstraat.

## Geschiedenis
Het terrein behoorde tot de tuin van het verdwenen Paleis van Nassau. Vermoedelijk was dit het deel van de tuin waar Joseph Van der Stegen de Putte in 1796 een botanische tuin inrichtte. De aanleg van het beeldenpark dateert van 1992. Het is eigendom van de Belgische Staat en wordt beheerd door de Regie der Gebouwen. De beelden behoren tot de collectie van de KMSKB.

## Beschrijving
Binnen een met hekken en taxus omringd terrein zijn vier sculpturen te zien rond het thema van de vrouw en het water:
- De rivier van Aristide Maillol (lood, 1950)
- Baadster nr. 2 van Emilio Greco (brons, 1957)
- Grote Nikè van Bernhard Heiliger (brons, 1956)
- De offerande van Dolf Ledel (zwart graniet, 1927)

Op de balustrade van het Balatgebouw, aan de oostkant van de tuin, zijn elf bronzen standbeelden opgesteld. Deze 19e-eeuwse allegorieën belichamen tegelijk de verschillende nationale kunsten en de belangrijke tijdperken uit de kunstgeschiedenis.

## Voetnoten
1. ↑  BIG CITY. De Beeldentuin naast het KMSK is de tuin van een verdwenen paleis, BRUZZ, 2 mei 2024
2. ↑  Uit het leven van kunsten en letteren, Vlaanderen, 1992, p. 51